# 鮎川信夫賞
鮎川信夫賞（あゆかわのぶおしょう）は、戦後の現代詩を代表する詩人鮎川信夫にちなみ、時代に向き合うすぐれた詩集・詩論集に贈られる文学賞。主催は鮎川信夫現代詩顕彰会。2009年6月、雑誌「現代詩手帖」の創刊50周年を契機に創設された。
受賞は、選考委員の合議によって決定され、年1回2月末から3月初めに発表される。受賞者には正賞として賞状、副賞として50万円が授与される。選考対象は、前年1月から当年12月までに発表された詩集と詩論集とされているが、詩論については広義の評論も対象とされる。
2018年度（第10回）を最後に、以降の実施が確認できない。
- 選考委員
  - 辻井喬（第4回まで）、岡井隆（第5回まで）、北川透、吉増剛造

## 受賞作
- 第1回 (2009年度)
  - 詩集部門受賞作
    - 谷川俊太郎 『トロムソコラージュ』 （新潮社）

  - 候補作
    - 牟礼慶子 『夢の庭へ』 （思潮社）
    - 高橋睦郎 『永遠まで』 （思潮社）
    - 荒川洋治 『実視連星』 （思潮社）
    - 守中高明 『系族』 （思潮社）
    - 中尾太一 『御世の戦示の木の下で』 （思潮社）
    - 岸田将幸 『〈孤絶-角〉』 （思潮社）

  - 詩論集部門受賞作
    - 稲川方人・瀬尾育生 『詩的間伐―対話2002-2009』 （思潮社）

  - 候補作
    - 神山睦美 『二十一世紀の戦争』 （思潮社）
    - 吉田文憲 『顕れる詩―言葉は他界に触れている』 （思潮社）
    - 季村敏夫 『山上の蜘蛛―神戸モダニズムと海港都市ノート』 （みずのわ出版）
    - 野村喜和夫 『詩のガイアをもとめて』 （思潮社）

  - 特別賞
    - 『粟津則雄著作集』全七巻  （思潮社）
- 第2回 (2010年度)
  - 詩集部門受賞作
    - 朝吹亮二 『まばゆいばかりの』 （思潮社）
    - 井坂洋子 『嵐の前』 （思潮社）

  - 候補作
    - 岩成達也 『（いま／ここ）で』 （書肆山田）
    - 粕谷栄市 『遠い川』 （思潮社）
    - 城戸朱理 『幻の母』 （思潮社）
    - 管啓次郎 『Agend’Ars』 （左右社）
    - 四元康祐 『言語ジャック』 （思潮社）

  - 詩論集部門受賞作
    - 神山睦美 『小林秀雄の昭和』 （思潮社]）

  - 候補作
    - 倉橋健一 『詩が円熟するとき―詩的60年代環流』 （思潮社）
    - 添田馨 『吉本隆明―論争のクロニクル』 （響文社）
    - 田原 『谷川俊太郎論』 （岩波書店）
    - 栩木伸明 『声色つかいの詩人たち』 （みすず書房）
    - 藤井貞和 『日本語と時間―〈時の文法〉をたどる』 （岩波書店）
    - 渡辺武信 『移動祝祭日―『凶区』へ、そして『凶区』から』 （思潮社）
- 第3回 (2011年度)
  - 詩集部門受賞作
    - 藤井貞和 『春楡の木』 （思潮社）

  - 候補作
    - 高橋睦郎 『何処へ』 （書肆山田）
    - 辺見庸 『眼の海』 （毎日新聞社）
    - 佐々木幹郎 『明日』 （思潮社）
    - 今井義行 『時刻の、いのり』 （思潮社）
    - 和合亮一 『詩の礫』 （徳間書店）
    - 手塚敦史 『トンボ消息』 （ふらんす堂）

  - 詩論集部門受賞作
    - 野村喜和夫 『移動と律動と眩暈と』（書肆山田）、『萩原朔太郎』 （中公選書）

  - 候補作
    - 高橋睦郎 『詩心二千年　スサノヲから3・11へ』 （岩波書店）
    - 今福龍太 『レヴィ＝ストロース 夜と音楽』 （みすず書房）
    - 四元康祐 『谷川俊太郎学　言葉vs沈黙』 （思潮社）
    - 細見和之 『ディアスポラを生きる詩人 金時鐘』 （岩波書店）
- 第4回 (2012年度)
  - 詩集部門受賞作
    - 四元康祐 『日本語の虜囚』（思潮社）

  - 候補作
    - 阿部日奈子 『キンディッシュ』 （書肆山田）
    - 池井昌樹 『明星』 （思潮社）
    - 季村敏夫 『豆手帖から』 （書肆山田）
    - 齋藤恵美子 『集光点』 （思潮社）
    - 高塚謙太郎 『カメリアジャポニカ』 （思潮社）
    - 望月遊馬 『焼け跡』 （思潮社）

  - 詩論集部門受賞作
    - 坪井秀人 『性が語る』（名古屋大学出版会）

  - 候補作
    - 安藤礼二 『祝祭の書物　表現のゼロをめぐって』 （文藝春秋）
    - 藤井貞和 『人類の詩』 （思潮社）
    - 水田宗子 『モダニズムと〈戦後女性詩〉の展開』 （思潮社）
    - 守中高明 『終わりなきパッション』 （未来社）
- 第5回 (2013年度)
  - 詩集部門受賞作
    - 松浦寿輝 『afterward』（思潮社）

  - 候補作
    - 新川和江 『ブック・エンド』 （思潮社）
    - 時里二郎 『石目』 （書肆山田）
    - 野木京子 『明るい日』 （思潮社）
    - 管啓次郎 『時制論 Agend’Ars 4』 （左右社）
    - 和合亮一 『廃炉詩篇』 （思潮社）
    - 小林坩堝 『でらしね』 （思潮社）

  - 詩論集部門受賞作
    - 高橋睦郎 『和音羅読――詩人が読むラテン文学』（幻戯書房）

  - 候補作
    - 秋山基夫 『引用詩論』 （思潮社）
    - 井坂洋子 『詩の目 詩の耳』 （五柳書院）
    - 松浦寿輝 『詩の波 詩の岸辺』 （五柳書院）
    - 福田拓也 『尾形亀之助の詩』 （思潮社）

- 第6回 (2014年度)
  - 詩集部門受賞作
    - 岸田将幸 『亀裂のオントロギー』（思潮社）

  - 候補作
    - 暁方ミセイ 『ブルーサンダー』 （思潮社）
    - 季村敏夫 『膝で歩く』 （書肆山田）
    - 杉本徹 『ルウ、ルウ』 （思潮社）
    - 中尾太一 『a note of faith　ア・ノート・オブ・フェイス』 （思潮社）
    - 中島悦子 『藁の服』 （思潮社）
    - 四方田犬彦 『わが煉獄』 （港の人）

  - 詩論集部門受賞作
    - 阿部嘉昭 『換喩詩学』（思潮社）

  - 候補作
    - 貞久秀紀 『雲の行方』（思潮社）
    - 冨岡悦子 『パウル・ツェランと石原吉郎』 （みすず書房）
    - 谷内修三 『谷川俊太郎の『こころ』を読む』 （思潮社）
    - 山城むつみ 『小林秀雄とその戦争の時――『ドストエフスキイの文学』の空白』（新潮社）

- 第7回 (2015年度)
  - 詩集部門受賞作
    - 蜂飼耳 『顔をあらう水』（思潮社）

  - 候補作
    - 安藤元雄 『樹下』 （書肆山田）
    - 近藤洋太 『CQ I CQ』 （思潮社）
    - 平田俊子 『戯れ言の自由』 （思潮社）
    - 日和聡子 『砂文』 （思潮社）
    - 森本孝徳 『零余子回報』 （思潮社）

  - 詩論集部門受賞作
    - 山内功一郎 『マイケル・パーマー―オルタナティヴなヴィジョンを求めて』（思潮社）

  - 候補作
    - 河津聖恵 『パルレシア――震災以後、詩とは何か』（思潮社）
    - 細見和之 『石原吉郎――シベリア抑留詩人の生と詩』 （中央公論新社）
    - 若松英輔 『叡知の詩学　小林秀雄と井筒俊彦』 （慶應義塾大学出版会）

- 第8回 (2016年度)
  - 詩集部門受賞作
    - 荒川洋治 『北山十八間戸』（気争社）
    - 伊藤浩子 『未知への逸脱のために』（思潮社）

  - 候補作
    - 井川博年 『夢去りぬ』 （思潮社）
    - 岩成達也 『森へ』 （思潮社）
    - 最果タヒ 『夜空はいつでも最高密度の青色だ』 （リトルモア）
    - 山田亮太 『オバマ・グーグル』 （思潮社）

  - 詩論集部門受賞作
    - 該当作なし

  - 候補作
    - 亀井俊介 『日本近代詩の成立』（南雲堂）
    - 近藤洋太 『詩の戦後―宗左近／辻井喬／粟津則雄』 （書肆子午線）
    - 樋口良澄 『鮎川信夫　橋上の詩学』 （思潮社）
    - 矢野静明 『日本モダニズムの未帰還状態』 （書肆山田）

- 第9回 (2017年度)
  - 詩集部門受賞作
    - 暁方ミセイ 『魔法の丘』（思潮社）

  - 候補作
    - 榎本櫻湖 『Röntgen、それは沈める植木鉢』 （思潮社）
    - 近藤洋太 『ＳＳＳ』 （思潮社）
    - 多和田葉子『シュタイネ』 （青土社）
    - 広瀬大志 『魔笛』 （思潮社）
    - 松尾真由美『花章 - ディヴェルティメント』（思潮社）

  - 詩論集部門受賞作
    - 宗近真一郎 『リップヴァンウィンクルの詩学』（響文社）

  - 候補作
    - 江田浩司『岡井隆考』（北冬舎）
    - 佐々木幹郎 『中原中也　沈黙の音楽』 （岩波新書）
    - 和田忠彦 『遠まわりして聴く』 （書肆山田）

- 第10回 (2018年度)
  - 詩集部門受賞作
    - 中尾太一 『ナウシカアの花の色と、〇七年の風の束』（書肆子午線）

  - 候補作
    - 大木潤子 『私の知らない歌』（思潮社）
    - 菊井崇史 『ゆきはての月日をわかつ伝書臨』（書肆子午線）
    - 小池昌代 『赤牛と質量』（思潮社）
    - 友理 『雨の巨人』（響文社）
    - 和合亮一 『ＱＱＱ』（思潮社）

  - 詩論集部門受賞作
    - 四方田犬彦 『詩の約束』（作品社）

  - 候補作
    - 安藤元雄 『『悪の華』を読む』（水声社）
    - 添田馨 『クリティカル＝ライン――詩論・批評・超＝批評』（思潮社）
    - 三浦雅士 『孤独の発明　または言語の政治学』（講談社）